# スペッロ
スペッロ（伊: Spello）は、イタリア共和国ウンブリア州ペルージャ県にある、人口約8,300人の基礎自治体（コムーネ）。

## 地理

### 位置・広がり

#### 隣接コムーネ
隣接するコムーネは以下の通り。
- アッシージ
- ベヴァーニャ
- カンナーラ
- フォリーニョ
- ヴァルトピーナ

### 気候分類・地震分類
スペッロにおけるイタリアの気候分類 (it) および度日は、zona D, 2075 GGである。
また、イタリアの地震リスク階級 (it) では、zona 2 (sismicità media) に分類される。

## 行政

### 分離集落
スペッロには、以下の分離集落（フラツィオーネ）がある。
- Acquatino, Capitan Loreto, Crocefisso, Collepino, Limiti, Ponte Chiona, San Felice, San Giovanni

## 姉妹都市
- アルフォンシーネ、イタリア - 1974年

## 文化・観光
「イタリアの最も美しい村」クラブ加盟コムーネである。